# Hausarrest (Film)
Hausarrest (House Arrest) ist eine US-amerikanische Filmkomödie von Harry Winer aus dem Jahr 1996.

## Handlung
Grover Beindorf und seine Schwester Stacy sind Schüler. Die Eltern der Kinder, Janet und Ned, streiten häufig – obwohl sie den Kindern versichern, dass eine Scheidung ausgeschlossen sei. Grover und Stacy inszenieren zweite Flitterwochen der Eltern, was jedoch nichts bringt. Sie locken daraufhin die Eltern in den Keller des Familienhauses, wo Ned und Janet eingeschlossen werden. Sie sollen dort bleiben, bis sie sich versöhnen.
Grover offenbart am nächsten Tag seinem Freund Matt Finley, was die Kinder getan haben. T.J. Krupp belauscht das Gespräch. Grover, Matt, Stacy und andere Kinder feiern im Haus der Beindorfs Partys. Weitere Eltern werden eingeschlossen und unternehmen einige Befreiungsversuche. Sie sprechen auch über ihre Probleme.
Die Eltern werden später von der Polizei befreit. Die Eltern von Grover und Stacy versöhnen sich. Die Eltern von T.J. gründen gemeinsam eine Anwaltsfirma.

## Kritiken
James Berardinelli schrieb auf ReelViews, die Komödie sei „peinlich unwitzig“, „unintelligent“ und „künstlich sentimental“. Sie hätte funktionieren können, hätte man die Ereignisse absurder gestaltet. Der Drehbuchautor und der Regisseur hätten jedoch einen „pointenlosen Mittelweg“ gewählt. Der Film könne lediglich einige Kinder erfreuen.

## Auszeichnungen
Kyle Howard wurde im Jahr 1997 für den Young Artist Award nominiert.
Die Deutsche Film- und Medienbewertung FBW in Wiesbaden verlieh dem Film das Prädikat wertvoll.

## Hintergrund
Der Film wurde in Monrovia (Kalifornien) sowie in Defiance (Ohio) und in Chagrin Falls (Ohio) gedreht. Er spielte in den Kinos der USA ca. 6,97 Millionen US-Dollar ein.